# XY Company
XY Company egentligen New North West Company var ett kanadensiskt handelskompani med inriktning på pälshandel 1798-1804. Det fick sitt namn efter den bokstavskombination som det märke sina varupackar med.

## Tillblivelse
Kompaniet bildades 1798 som ett resultat av konflikter inom North West Company. Missnöjda hivernants (övervintrande delägare) förenade sig med pälshandlare i Montréal, som inte fått ingå i Nordvästkompaniet vid dess reorganisation 1795. Alexander Mackenzie förenade sig 1800 med XY-kompaniet, som därefter av allmänheten ofta kallades Alexander Mackenzie & Co. 

## Konkurrens på liv och död
Konkurrensen med Nordvästkompaniet var intensivt, ledde till blodsspillan och ett alltmer ökande bruk av rusdrycker som konkurrensmedel om pälsverken. 1804 förhandlade dock parterna fram ett samgående mellan de bägge företagen under Nordvästkompaniets namn. Delägarna i XY-kompaniet fick 25 andelar i det nya kompaniet, medan det gamla Nordvästkompaniets delägare behöll 75 andelar. Det nya och stärkta företaget tog nu på allvar upp konkurrensen med Hudson Bay-kompaniet.